# Classe Don Inda

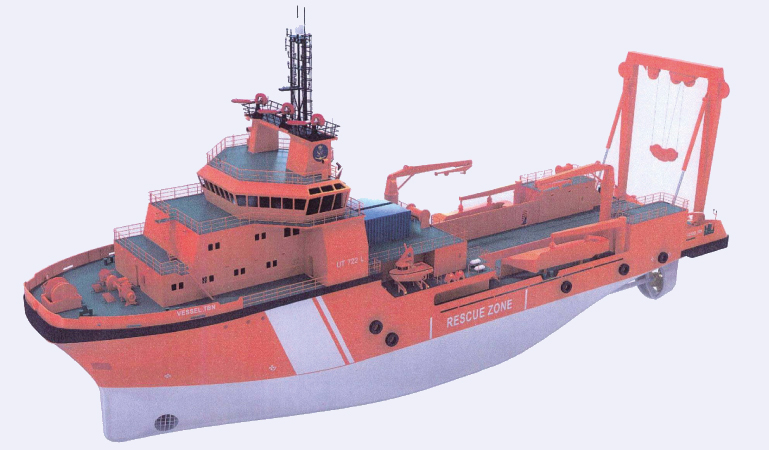

 Classe Don Inda est une classe de navire de sauvetage, remorqueur/navire de remorquage d'urgence, et bateau-pompe de la marine espagnole, mais civile. A ce titre, elle est mise en œuvre par la Sociedad de Salvamento y Seguridad Marítima dépendant du Ministère de l'Équipement (Espagne).

## Dotation
| Nom             | Code  | Année | Puissance (cv.) | Tire (tonnes) | Largeur (m.) | Zone         |
| --------------- | ----- | ----- | --------------- | ------------- | ------------ | ------------ |
| Don Inda        | BS-11 | 2006  | 20 600          | 228           | 80           | Atlantique   |
| Clara Campoamor | BS-32 | 2007  | 20 600          | 228           | 80           | Méditerranée |